# Dziedzictwo Guldenburgów
Dziedzictwo Guldenburgów (niem. Das Erbe der Guldenburgs) – niemiecki serial obyczajowy emitowany przez telewizję ZDF od 29 stycznia 1987 do 19 maja 1990.

## Fabuła
Serial opowiada dzieje zamożnych niemieckich arystokratów, tytułowych Guldenburgów, którzy niespodziewanie, po śmierci nestora, wpadają w duże kłopoty finansowe.

## Obsada
- Karl-Heinz Vosgerau – Martin Graf von Guldenburg
- Christiane Hörbiger – Christine Gräfin von Guldenburg
- Brigitte Horney – Hertha Gräfin von Guldenburg
- Jürgen Goslar – Dr. Max Graf von Guldenburg
- Iris Berben – Evelyn Lauritzen
- Wolf Roth – Thomas Graf von Guldenburg
- Jochen Horst – Sascha Alexander Graf von Guldenburg
- Katharina Böhm – Susanne Komtess von Guldenburg
- Wilfried Baasner – Achim Lauritzen
- Sydne Rome – Carina di Angeli
- Arne Kähler – Martin di Angeli
- Ruth Maria Kubitschek – Margot Balbeck
- Sigmar Solbach – Jan Balbeck
- Susanne Uhlen – Kitty Balbeck
- Friedrich Schütter – Kurt Kröger
- Ingeborg Christiansen – Johanna Kröger
- Alexander Wussow – Tobias Kröger
- Beata Tyszkiewicz - przyjaciółka
- Danuta Lato[1]

i inni